# Menhir del Roc del Frare
Le menhir del Roc del Frare ou Pedra dreta d'Agullana est un menhir situé sur le territoire de la commune d'Agullana, dans la province de Gérone, en Catalogne.

## Situation
Le menhir del Roc del Frare est situé au sud du village d'Agullana, dans les environs du mas de can Geli del Bosc, en direction du mas Genís.

## Description
Le menhir del Roc del Frare mesure 2,50 m de haut, 1,20 m de large et 0,50 m d'épaisseur. Constitué de granite, il est orienté vers le sud-ouest, comme le sont deux autres dolmens situés sur le territoire d'Agullana, la Barraca del Lladre et la Jaça d'en Torrent.